# Der Direktor (1980)
Der Direktor ist ein DEFA-Film von Helmut Krätzig für das Fernsehens der DDR von 1980. Darin wird ungewöhnlich gesellschaftskritisch und offen der berufliche und private Alltag eines engagierten Schuldirektors dargestellt.

## Inhalt

### Handlung
Joachim Faber lebt mit seiner 18-jährigen Tochter zusammen, nachdem seine Frau vor fünf Jahren gestorben war. Als neu ernannter Direktor einer polytechnischen Oberschule in Potsdam steht er unter hohem Druck. Neben Ausfällen in der Lehrerschaft und unerledigten Handwerkerarbeiten belasten ihn auch die Forderungen der Schulbehörde nach besseren Noten seiner Schüler.
Besonderen Ärger verursacht dann noch der Streit einer 10. Klasse mit den Bauarbeitern ihrer Patenbrigade im Rahmen des Fachs „PA“ (Produktive Arbeit). Nach einer Eskalation auf Grund gegenseitiger schriftlicher Schuldzuweisungen muss der Direktor zum Schulrat. Schließlich wollen Schüler und Arbeiter auch durch seine Unterstützung zu einem Treffen mit einer Aussprache zusammenkommen, die das Problem einvernehmlich lösen soll.
Zu der Zeit lernt er im Straßenverkehr Bettina Bräuer kennen, die eine Behörde leitet. Nach zwei weiteren zufälligen Begegnungen wächst Fabers Interesse an der Frau und er bemüht sich um näherem Kontakt. Die dann schließlich zustande gekommenen Aktivitäten (Rummelplatzbesuch und intimer Abend bei Faber) laufen harmonisch ab. Und doch zeigt sich Bettina Bräuer mehrmals sehr abweisend, was eine gemeinsame Zukunft angeht. Nur zögerlich gibt sie den Grund für die Ablehnung einer festen Beziehung an: Sie hat einen 8-jährigen taubstummen Sohn, der immer der wichtigste Mensch in ihrem Leben bleiben wird. Bisher hatte sie deshalb mit Beziehungen zu Männern immer schlechte Erfahrungen gemacht. Nach einigen Tagen sucht Faber die Begegnung mit Mutter und Sohn, der ihm dann die Hand ausstreckt, was als ihr Einverständnis zu dieser Beziehung gewertet werden kann (Happy end).

### Besonderheiten
Der Film stellt recht realitätsnah den Alltag in einer Schule und in der Stadt dar, ohne größere Verfremdungen.
Es erscheint aber in dem gesamten Film kaum offizielle DDR-Symbole, weder in den Straßenszenen Transparente oder Fahnen, FDJ-Fahnen, Spruchbänder oder Porträts von kommunistischen Größen wie Ernst Thälmann, Wilhelm Pieck, Lenin oder Erich Honecker in der Schule, die dort sonst immer präsent waren.
Der Schulrat wurde als entschlossener Funktionär dargestellt, der stellvertretende Direktor als farbloser Anzugträger, den Arbeitern wurde von den Schülern Schlamperei, Materialverschwendung, Gammelei und Alkoholkonsum am Arbeitsplatz vorgehalten, wie es in der Realität öfter vorkam.
In den Beziehungen wurden die Frauen als sehr selbstbewusst dargestellt, die Tochter Rosi hat zwar eine intime Beziehung zum jungen Arbeiter Molle, entscheidet sich dann aber doch für den Musiker Karsten (der auch ihren Vater durch sein virtuoses Können für sich einnehmen konnte).
Die Bekannte des Direktors Bettina Bräuer besucht diesen eines Abends in dessen Wohnung, nachdem er vorher mehrmals recht erfolglos um sie geworben hatte und bleibt die Nacht bei ihm.
Seine Tochter verteidigte sie danach für ihre weiter bestehende scheinbare Distanziertheit. „Warum soll sie nicht mit einem Mann schlafen, wenn ihr danach ist? (...) Wenn ein Mann so etwas tut, sagt ja auch keiner was.“

## Produktionshintergründe
Der Film wurde vor allem in Potsdam gedreht, darunter in Schloss Sanssouci die vorletzte Szene.
An ihm wirkten zahlreiche Potsdamer Schüler und Lehrer mit.
Die Hauptdarsteller Ulrich Thein und Barbara Dittus waren damals beliebte Schauspieler, auch einige Lehrer- und Schulkollegen wie Helga Göring und Horst Drinda. Der Regisseur Helmut Krätzig tritt in einer Nebenrolle als Schießbudenbesitzer auf.
Die Gaukler Rock Band spielt auf einem Rummelplatz ein Konzert vor Publikum auf einer Bühne.

## Ausstrahlungen
Die Erstausstrahlung erfolgte am 26. Dezember 1980, dem 2. Weihnachtsfeiertag, im 1. Programm des Fernsehens der DDR. Danach wurde er bis 1990 neunmal im 1. oder 2. Programm wiederholt, darunter am 7. Oktober 1982, dem Republikgeburtstag und zweimal als Sieger von Film ihrer Wahl. Zwischen 2010 und 2025 strahlte ihn der MDR siebenmal und der RBB einmal aus.

## Kritiken
Pitt Herrmann von Filmportal lobte diesen kritischen Film

„Die (...)  Komödie „Der Direktor“ hat es in sich: Helmut Krätzigs Defa-Film (...)  spricht zahlreiche Probleme im Bildungswesen der DDR in einer schon verblüffenden Offenheit an zehn Jahre vor dem Ende des Experimentes, ein neues sozialistisches Menschengeschlecht zu erziehen. (...)“

Das Nachwende-Onlineportal kino.de urteilte dagegen – ohne Kenntnis der damaligen gesellschaftlichen Hintergründe und der Brisanz des Films etwas verständnislos

„„Unterhaltsames Pennäler-Filmchen fürs DDR-TV von Helmut Krätzig nach einer Vorlage von Erich Schlossarek. Besonders das amüsante Zusammenspiel der beiden Fernseh-Lieblinge Ulrich Thein (‚Polizeiruf 110‘) und Barbara Dittus (‚Unser Lehrer Dr. Specht‘) liefert den richtigen Schuss Romantik zu knapp zwei Stunden real existierender Alltagspoesie.““